# Caleb Bradham
Caleb Bradham   (Chinquapin, 27 de maig de 1867 - New Bern, 19 de febrer de 1934) fou un farmacèutic estatunidenc, conegut per inventar la Pepsi, que en aquella època només s'utilitzava com a medicament.

## Primera vida
Bradham va néixer el 27 de maig de 1867 a Chinquapin, Carolina del Nord, fill de George Washington Bradham i Julia McCann Bradham. Bradham era d'ascendència anglesa i irlandesa.

## Biografia
Es va graduar a la Universitat de Carolina de Nord. Després de ser mestre en una escola pública, va obrir una farmàcia "Bradham Drug Company". El 1893 va inventar la recepta, una barreja d'extracte de nou de cola, vainilla i "olis estranys", per al que inicialment es coneixia com a "Brad's Drink", però el 1898, es va anomenar Pepsi-Cola, Bradham va nomenar la seva beguda a causa de la combinació dels termes pepsina i cola. Ja que creia que la seva beguda ajudava a la digestió a l'igual que l'enzim pepsina, tot i que no s'usava com a ingredient. Va ser també president del People's Bank of New Bern i va ser president de la Junta de Comissionats del Comtat de Craven. Va autoritzar les llicències de Pepsi-Cola a 24 estats, el 31 de maig de 1923 l'empresa es va declarar en fallida però Carson va tornar a funcionar amb el seu negoci. Caleb Davis Bradham va morir per un llarga malaltia el 19 de febrer de 1934, el seu funeral va ser a l'església de New Bern 's First Presbyterian i va ser enterrat al cementiri de Cedar Grove a Nova Berna, Carolina de Nord.